# Auguste Bottée de Toulmon (fils)
Auguste Bottée de Toulmon est un musicien et musicologue français. Né à Paris le 15 mai 1797, il y est décédé le 22 mars 1850.

## Biographie
Polytechnicien (1817), il doit quitter l'École polytechnique pour raison de santé et devient avocat (1823) puis décide de se consacrer à la musique (il avait été formé dans la maîtrise du chœur de Notre-Dame de Paris, par le maître de chapelle et compositeur Pierre Desvignes). Élève ensuite de Cherubini et de Reicha, au Conservatoire de Paris, il devient bibliothécaire du Conservatoire (1831-1846), membre du Comité historique des arts et monuments du ministère de l'Instruction publique en 1837, il rédige la partie musique des Instructions du Comité historique des arts et monuments, en 1839.
Il est nommé chevalier de la Légion d'honneur en 1838.
Il est le fils d'Auguste Bottée de Toulmon (1764–1816).

## Œuvres

### Compositions
Il écrivit plusieurs messes, un oratorio et un opéra-comique.

### Musicologie
On lui doit de nombreuses brochures sur l'archéologie musicale. 
- Discours sur ce sujet : faire l'histoire de l'art musical depuis le commencement de l'ère chrétienne jusqu'à nos jours, sujet proposé pour le Congrès historique, année 1835, par la 6e classe de l'Institut historique, 1835 (lire en ligne)
- « De la chanson française en France, au Moyen Âge », dans Annuaire historique pour l'année 1836, p. 214-220 (lire en ligne)
- « Instruments de musique en usage au Moyen Âge », dans Annuaire historique pour l'année 1839, p. 186-200 (lire en ligne)
- Des puys de palinods au Moyen Âge, 1838 (lire en ligne)
- « Lettre de MM. Vincent et Bottée de Toulmon sur un instrument de musique permettant de faire la musique des anciens grecs », séance de l'Académie des Inscriptions et Belles-Lettres du 18 décembre 1840 (lire en ligne)
- Dissertation sur les instruments de musique employés au Moyen Âge, Imprimerie d'Eugène Duverger, Paris, 1844 (lire en ligne)
- Instructions sur la musique du Comité historique des arts et monuments, 1839.